# Wiktor Alexejewitsch Logunow
Wiktor Alexejewitsch Logunow (russisch Виктор Алексеевич Логунов; * 21. Juli 1944 in Moskau; † 10. Oktober 2022) war ein sowjetischer Radrennfahrer.

## Sportliche Laufbahn
Wiktor Logunow gewann bei den Olympischen Sommerspielen 1964 in Tokio zusammen mit Imants Bodnieks die Silbermedaille im Tandemrennen. Im 1000-Meter-Zeitfahren wurde er beim Sieg von Patrick Sercu auf dem 9. Rang klassiert. Darüber hinaus war er fünfmaliger Meister der UdSSR. 1965 siegte er in der Meisterschaft im Sprint.
Bei den Olympischen Sommerspielen 1992 in Barcelona war Logunow Trainer der Bahnradsportler des Vereinten Teams.